# Portal Tomb von Roshin South
Das Portal Tomb von Roshin South liegt in eine Feldmauer integriert, südwestlich von Dungloe im Townland Roshin South (irisch An Roisín Theas) in der Region „The Rosses“ (irisch Na Rosa) im Nordwesten des County Donegal in Irland. 
Als Portal Tombs werden Megalithanlagen auf den Britischen Inseln bezeichnet, bei denen zwei gleich hohe, aufrecht stehende Steine mit einem Türstein dazwischen, die Vorderseite einer Kammer bilden, die mit einem zum Teil gewaltigen Deckstein bedeckt ist.
Das kleine Portal Tomb ist beschädigt. Der Deckstein fehlt, die 1,7 m hohen Portalsteine sind gegeneinander geneigt. Die Kammer ist etwa 4,0 m lang und 1,0 m breit. Die Seiten der Kammer bestanden aus je zwei Steinen, aber ein Stein auf jeder Seite fehlt. Der Endstein ist etwa 1,0 m hoch.